# Julio Acero Vallarta
Julio Acero Vallarta (Jalostotitlán, 20 de diciembre de 1860-Guadalajara, 1898) fue un escritor, periodista y abogado mexicano.

## Biografía
Nació en Jalostotitlán, Jalisco, en 1860. Tras el fallecimiento de su padre quedó bajo la tutela de José María Verea, y se radicó en Guadalajara, donde realizó su estudios en el Liceo de Varones y posteriormente en la Escuela de Jurisprudencia obteniendo su título como abogado en 1883.
Durante su carrera desempeñó diversos cargos públicos, fue secretario de la Jefatura Política de Guadalajara y agente del Ministerio Público. Así mismo fungió como catedrático de Historia en el Liceo de Varones de Guadalajara.
En el campo de la literatura se dedicó al periodismo así como al ensayo jurídico, publicando obras de igual forma en otros géneros literarios como poesía, prosa, novela, cuento y teatro, entre las que se destacan: Acerinas: prosa y verso (1929), y Acerinas: segunda serie: cuentos y poemas de la Revolución (1941). Fue Socio Fundador de La Aurora Literaria.

## Publicaciones seleccionadas

### Antologías
- Velázquez Chávez, Agustín (1966). Jardín de la poesía mexicana : siglos XV al XX. México, D. F.: Poesía Hispanoamericana.

### Libros
- Acero Vallarta, Julio (1929). Acerinas : prosa y verso. Guadalajara, Jalisco: Fortino Jaime.
- Acero Vallarta, Julio (1941). Acerinas : segunda serie : cuentos y poemas de la Revolución. Guadalajara, Jalisco: Imprenta El Estudiante.